# Gratus
Gratus – imię męskie pochodzenia łacińskiego, pochodzące od łacińskiego przydomka i oznaczające „miły, przyjemny, uczynny, wdzięczny”, notowane w Polsce od średniowiecza.

## Gratusimieninyobchodzi
- 7 września, jako wspomnienie św. Gratusa, biskupa Aosty
- 8 października, jako wspomnienie św. Gratusa, biskupa Chalon-sur-Saône

## Osoby noszące imię Gratus
- Waleriusz Gratus – czwarty prefekt Judei, sprawujący swój urząd w latach 15–26
- Jan Gratus Tarnowski – kasztelan żarnowiecki i starosta nowokorczyński, który po śmierci w 1591 męża Polikseny Pückler ubiegał się o jej rękę
- Hieronim Gratus Moskorzowski vel Moskorzewski (ok. 1560–1625) – działacz reformacyjny braci polskich, polityk, pisarz i polemista